# Sântimbru (Alba)
Sântimbru (en húngaro: Marosszentimre; en alemán: Sankt Emmerich) es una comuna ubicada en el Distrito de Alba, Transilvania, Rumania. Tiene una población de 2723 habitantes y se compone de cinco pueblos: Coșlariu (Koslárd), Dumitra (Demeterpataka), Galtiu (Gáldtő), Sântimbru y Totoi (Táté).
Tras la invasión mongola de Europa, los sajones de Transilvania se establecieron en Sântimbru en el siglo XIII. Expulsados por los otomanos en el siglo XVI, fueron reemplazados por los húngaros, que practicaban la tala de madera. Los rumanos étnicos han sido mayoría desde el siglo XIX, y hoy en día, los habitantes construyen principalmente ladrillos y crían aves de corral. 

## Puntos de interés
La comuna tiene una iglesia reformada húngara fundada por Juan Hunyadi en 1449.

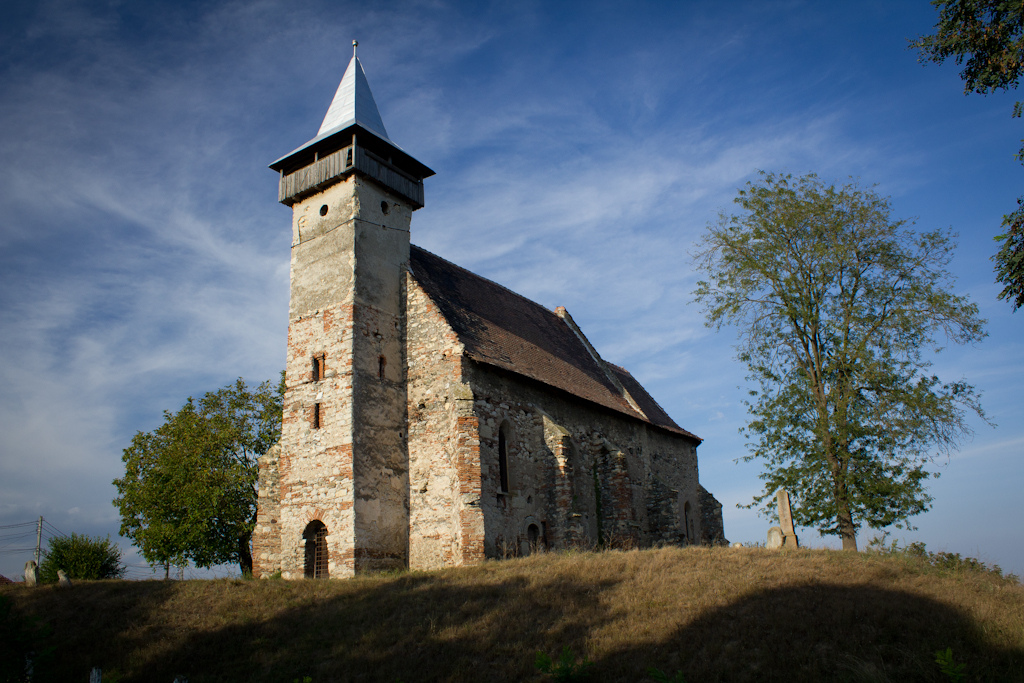
Iglesia reformada en Sântimbru.

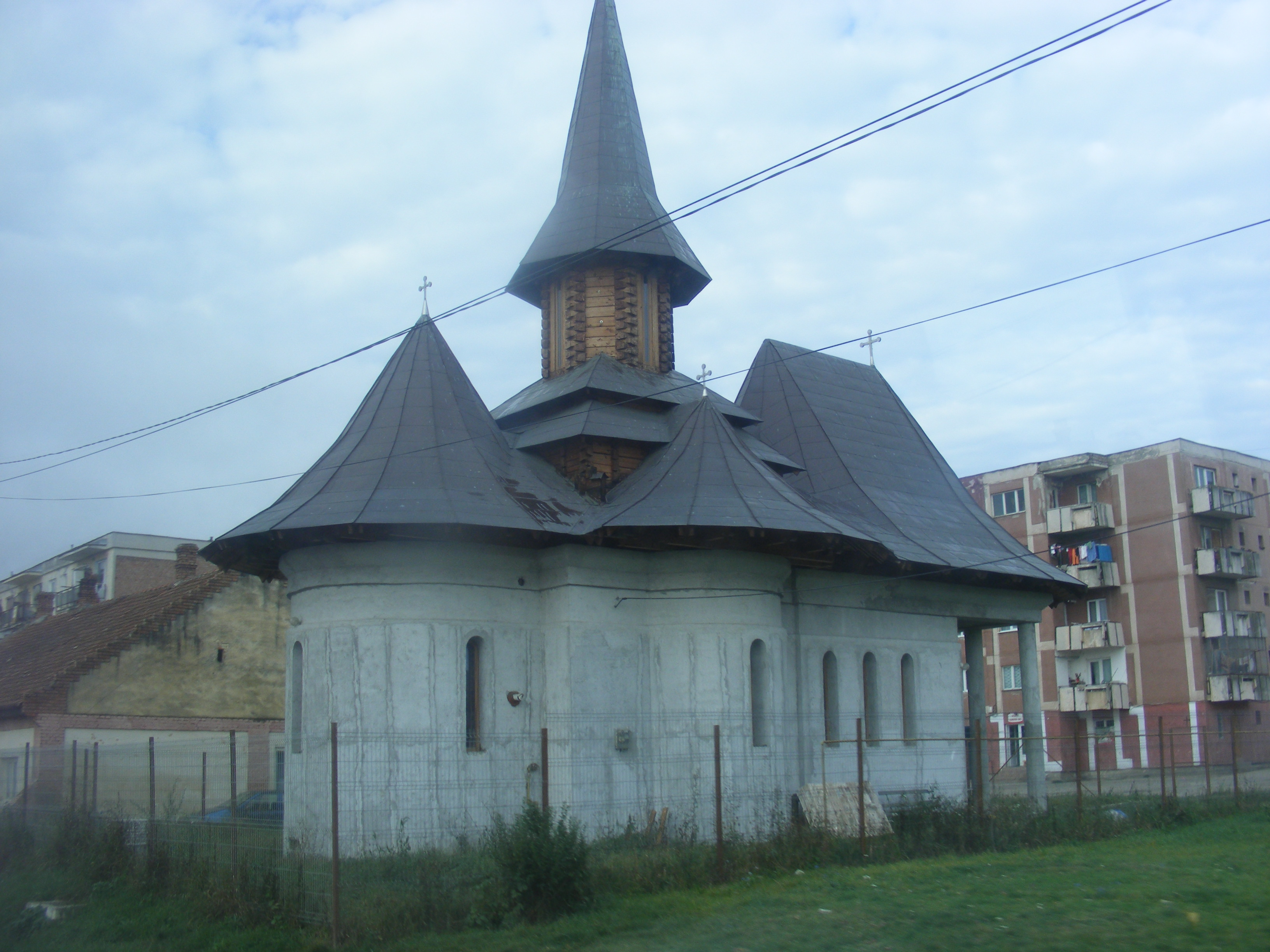
Iglesia ortodoxa en Sântimbru.